# Lac Namakan
Le lac Namakan est un lac à la frontière de l'État américain du Minnesota et de la province canadienne de l'Ontario. Ses parties ouest et sud, dans le comté de Saint Louis, relèvent du parc national des Voyageurs.